# ジョン・レヴィ
ジョン・レヴィ（John Levy、1912年4月11日 - 2012年1月20日）は、アメリカのジャズ・ダブルベース奏者、実業家。

## 略歴
レヴィはルイジアナ州ニューオーリンズで生まれた。1944年、イリノイ州シカゴの家族と暮らした家を去り、ニューヨークへと移って、ベン・ウェブスター、エロル・ガーナー、ミルト・ジャクソン、ビリー・ホリデイなどジャズ・ミュージシャンのためにベースを演奏した。1949年、オリジナルのジョージ・シアリング・クインテットにおいてベーシストとなり、そこでシアリングのロード・マネージャーとしても行動した。1951年、レヴィはジョン・レヴィ・エンタープライズ社を開設し、ポップスまたはジャズの音楽分野における最初のアフリカ系アメリカ人の個人マネージャーとなった。1960年代までに、レヴィのクライアント名簿には、シアリング、ナンシー・ウィルソン、キャノンボール・アダレイ、ジョー・ウィリアムス、シャーリー・ホーン、ソウル・シンガーのジミー・レイ、ラムゼイ・ルイスが含まれていた。
1997年、レヴィは国際ジャズの殿堂入りを果たし、2006年に国立芸術基金によってNEAジャズ・マスターズに指名された。
2012年1月20日、カリフォルニア州アルタデナにて99歳で亡くなった。